# Ladir
Ladir is een plaats in het Zwitserse kanton Graubünden, behorend tot de gemeente Ilanz/Glion. Het telde eind 2013 als afzonderlijke gemeente 107 inwoners. In 2014 hield de gemeente Ladir op te bestaan.
- Historisch woordenboek van Zwitserland: 001439
- Virtual International Authority File: 237521621
- WorldCat: E39PBJqVX6phJjJkBTXtQtDH4q